# Tribunal Suprem de Suècia
El Tribunal Suprem de Suècia (suec: Högsta domstolen, abreujat HD) és el tribunal suprem i la tercera i última instància en tots els casos civils i criminals a Suècia. Abans que un cas pugui ser jutjat pel Tribunal Suprem, ha d'obtenir-se una apel·lació, i amb poques excepcions, l'apel·lació pot ser concedida només quan el cas és d'interès com a precedent. El Tribunal Suprem consta de 16 Consellers de justícia (en suec, justitieråd) que són nomenats pel govern, però el tribunal com a institució és independent del Riksdag, i el Govern no pot interferir en les decisions del tribunal.
La Cort Suprema de Suècia va ser fundada pel rei Gustau III el 1789.